# Contea di Park (Montana)
La contea di Park (in inglese Park County) è una contea del Montana. Il suo capoluogo amministrativo è Livingston.

## Storia
La contea di Park venne creata il 23 febbraio del 1887 e deve il suo nome alla sua vicinanza al Parco Nazionale di Yellowstone. Prima dell'arrivo dei bianchi l'unico popolo a vivere nella contea erano gli indiani Crow. I primi bianchi ad arrivare nel territorio furono i famosi esploratori Lewis e Clark e con essi tutta la zona passò, in circa 30 anni, sotto il dominio dei bianchi che vennero attirati all'inizio soprattutto per il commercio delle pelli. Nel 1863 fu scoperto l'oro e già nel 1864 centinaia di uomini richiedevano concessioni minerarie.

### Evoluzione demografica

Situazione demografica

## Geografia fisica
La contea ha un'area di 7.287 km² di cui lo 0,49% è coperto d'acqua. Ottenne i suoi attuali confini nel 7 novembre del 1997 quando l'area del Parco Nazionale di Yellowstone venne divisa tra le contee di Park e di Gallatin. La Contea di Park ricevette dalla spartizione 378.73 km² di terra e 1.575 km² di acqua. Confina con le seguenti contee:
- Contea di Gallatin - ovest
- Contea di Meagher - nord
- Contea di Sweet Grass - est
- Contea di Stillwater - est
- Contea di Carbon - est
- Contea di Park - sud

## Località

### Città
- Livingston (sede della contea)

### Town
- Clyde Park

### Census-designated places
- Cooke City-Silver Gate
- Corwin Springs
- Emigrant
- Gardiner
- Jardine
- Pray
- Silver Gate
- South Glastonbury
- Springdale
- Wilsall
- Wineglass

## Strade principali
- Interstate 90
- U.S. Route 89

## Musei
- Livingston's Museums, su livingstonmuseums.org. URL consultato il 24 aprile 2007 (archiviato dall'url originale il 9 febbraio 2007).